# Tunbergia oskrzydlona
Tunbergia oskrzydlona (Thunbergia alata) – gatunek pnącza z rodziny akantowatych (Acanthaceae). Roślina występuje naturalnie w południowej oraz południowo-wschodniej Afryce.

Tunbergia oskrzydlona

## Morfologia
Pnącze wieloletnie o pędach dorastających do 3 m długości (w klimacie środkowoeuropejskim dorastają do 1,5 m długości). Pędy wiotkie, owijające się wokół podpór. Liście naprzeciwległe, osiągające do 7 cm długości. Korona kwiatowa tworzy rozdętą rurkę, barwy pomarańczowej od zewnątrz, z bardzo ciemnym wnętrzem rurki. Kwitnienie trwa od czerwca do października. 

## Uprawa
Tunbergia oskrzydlona rośnie najlepiej na żyznych zasobnych glebach o umiarkowanej wilgotności. Odczyn pH od lekko kwaśnego do lekko zasadowego. Najlepsza jest ziemia kompostowa lub podłoże dla kwitnących roślin balkonowych. Ponieważ roślina posiada delikatne liście i kwiaty, należy wybrać dla niej stanowisko osłonięte od silnych wiatrów. Wymaga podpór: np. tyczek lub drabinek. Dobrze rośnie zarówno w półcieniu jak i w słońcu. Roślina wymaga stale wilgotnej gleby oraz częstego obfitego podlewania (w upalne dni nawet dwukrotnie).

## Zastosowanie
Roślina idealna na zaciszne balkony i tarasy. Można sadzić w ogrodzie bezpośrednio w gruncie.